# مجالس ایالتی و منطقه‌ای میانمار
مجالس ایالتی و ناحیه ای میانمار (به انگلیسی: State and Regional Hluttaws)
 در تقسیمات کشوری میانمار واقع هستند.
این کشور به هفت ایالت (به برمه ای: ပြည်နယ် ،به انگلیسی:state) و هفت ناحیه (به برمه ای:တိုင်းဒေသကြီး ،به انگلیسی:region) تقسیم شده‌است. ناحیه‌ها مناطقی هستند که بیشتر ساکنانشان را مردم قوم بامار (قوم اکثریت در میانمار) تشکیل می‌دهند. ایالت‌ها در میانمار به طور معمول ناحیه‌هایی هستند که منطقه سکونت یک قوم مشخص اقلیت را شامل می‌شوند. 
هر ایالت یا منطقه دارای مجلس (Hlutttaw) مختص به خود است که بخشی توسط مردم از طریق انتخابات و بخشی توسط نظامیان تعیین می گردند. تعداد نمایندگان هر مجلس وابسته به تعداد شهرستان های (townships) آن ایالت یا ناحیه است و هر شهرستان دو کرسی در مجلس دارد. بزرگترین مجالس متعلق به ایالت شان با ۱۴۳ کرسی و ناحیه یانگون با ۱۲۳ کرسی اند در حالیکه کوچکترین مجالس متعلق به ایالت های کایاه با ۲۰ کرسی و کایین با ۲۲ کرسی اند.

مجالس فعلی در انتخابات ۸ نوامبر ۲۰۱۵ انتخاب شده و در ۸ فوریه ۲۰۱۶ آغاز به کار کرده اند.

## مجالس ایالتی و ناحیه ای (۲۰۱۶-۲۰۲۱)
| مجلس ایالت/ناحیه      | حزب پیروز | نمایندگان منتخب | نمایندگان نظامیان | وزیر قومیت | مجموع |
| --------------------- | --------- | --------------- | ----------------- | ---------- | ----- |
| مجالس ایالتی          |           |                 |                   |            |       |
| مجلس ایالت چین        | NLD       | ۱۸              | ۶                 | ۰          | ۲۴    |
| مجلس ایالت کاچین      | NLD       | ۳۶              | ۱۳                | ۴          | ۵۳    |
| مجلس ایالت کاتاه      | NLD       | ۱۴              | ۵                 | ۱          | ۲۰    |
| مجلس ایالت کایین      | NLD       | ۱۴              | ۶                 | ۳          | ۲۳    |
| مجلس ایالت مون        | NLD       | ۲۰              | ۸                 | ۳          | ۳۱    |
| مجلس ایالت راخین      | ANP       | ۳۴              | ۱۲                | ۱          | ۴۷    |
| مجلس ایالت شان        | USDP      | ۹۶              | ۳۴                | ۷          | ۱۳۷   |
| مجالس ناحیه ای        |           |                 |                   |            |       |
| مجلس ناحیه آیه‌یاروادی | NLD       | ۵۲              | ۱۸                | ۲          | ۷۲    |
| مجلس ناحیه باگو       | NLD       | ۵۶              | ۱۹                | ۱          | ۷۶    |
| مجلس ناحیه ماگوای     | NLD       | ۵۰              | ۱۷                | ۱          | ۶۸    |
| مجلس ناحیه ماندالای   | NLD       | ۵۶              | ۱۹                | ۱          | ۷۶    |
| مجلس ناحیه ساگایینگ   | NLD       | ۷۴              | ۲۵                | ۲          | ۱۰۱   |
| مجلس ناحیه تانینتاری  | NLD       | ۲۰              | ۷                 | ۱          | ۲۸    |
| مجلس ناحیه یانگون     | NLD       | ۹۰              | ۳۱                | ۲          | ۱۲۳   |
|                       |           | ۸۵۰             | ۲۲۰               | ۲۹         | ۸۷۹   |